# Heilig Hartkerk (Paderborn)
De Heilig Hartkerk (Duits: Herz Jesu Kirche) in de Westfaalse plaats Paderborn is een neogotische rooms-katholieke kerk, die in de jaren 1897-1898 werd gebouwd.
Het ontwerp voor de kerk werd gemaakt door de architect Arnold Güldenpfennig (1830-1908), die veel ontwerpen voor katholieke kerkgebouwen maakte.
Aan de zuidelijke zijde bevinden zich aan de buitenzijde van het koor enige zogenaamde Bildstöcke (religieuze gedenktekens) van zandsteen uit het jaar 1697. Recentelijk werd er twee verplaatst wegens de aanleg voor een rolstoeloprit aan de achterzijde van het gebouw.

## Afbeeldingen

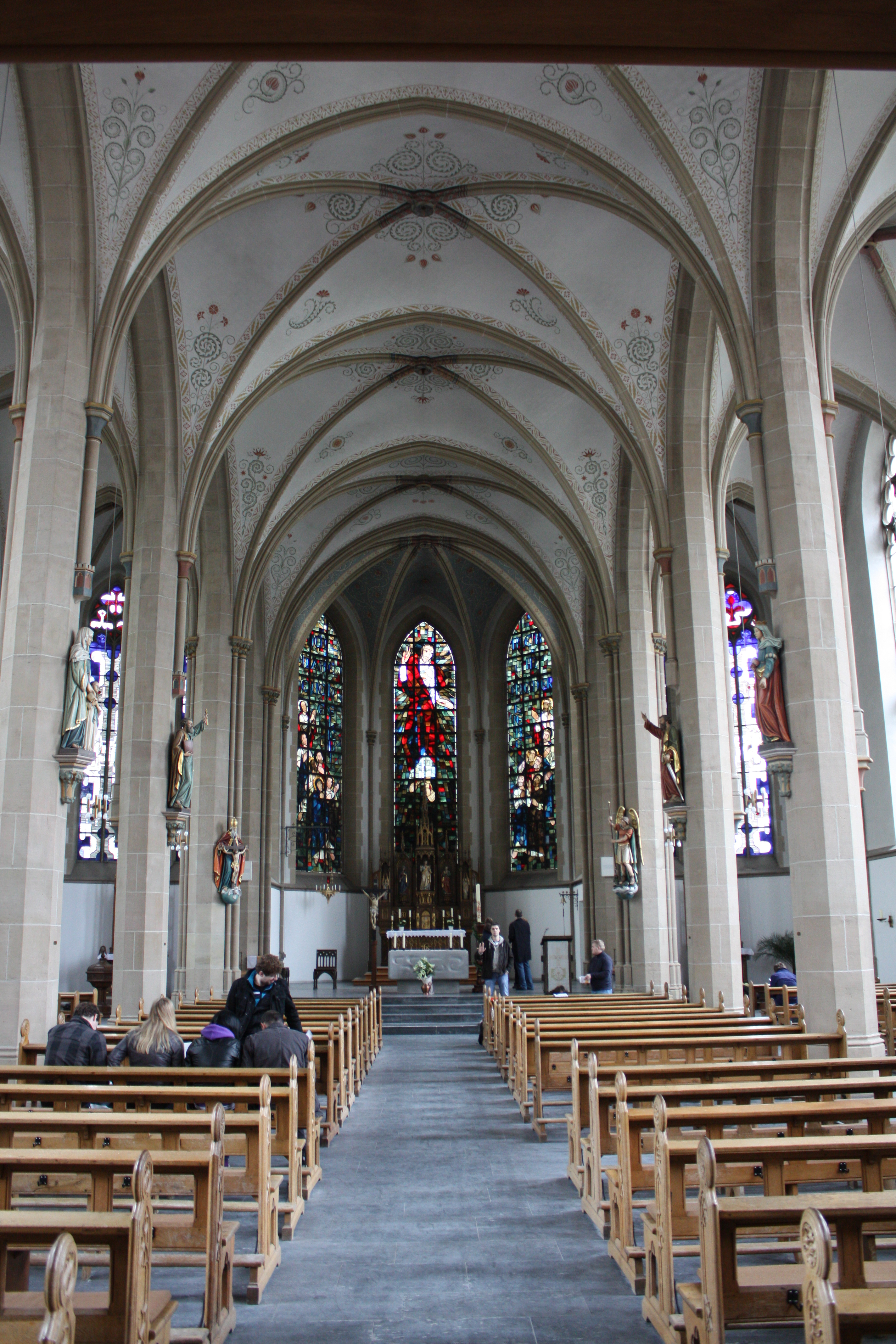
Overzicht interieur
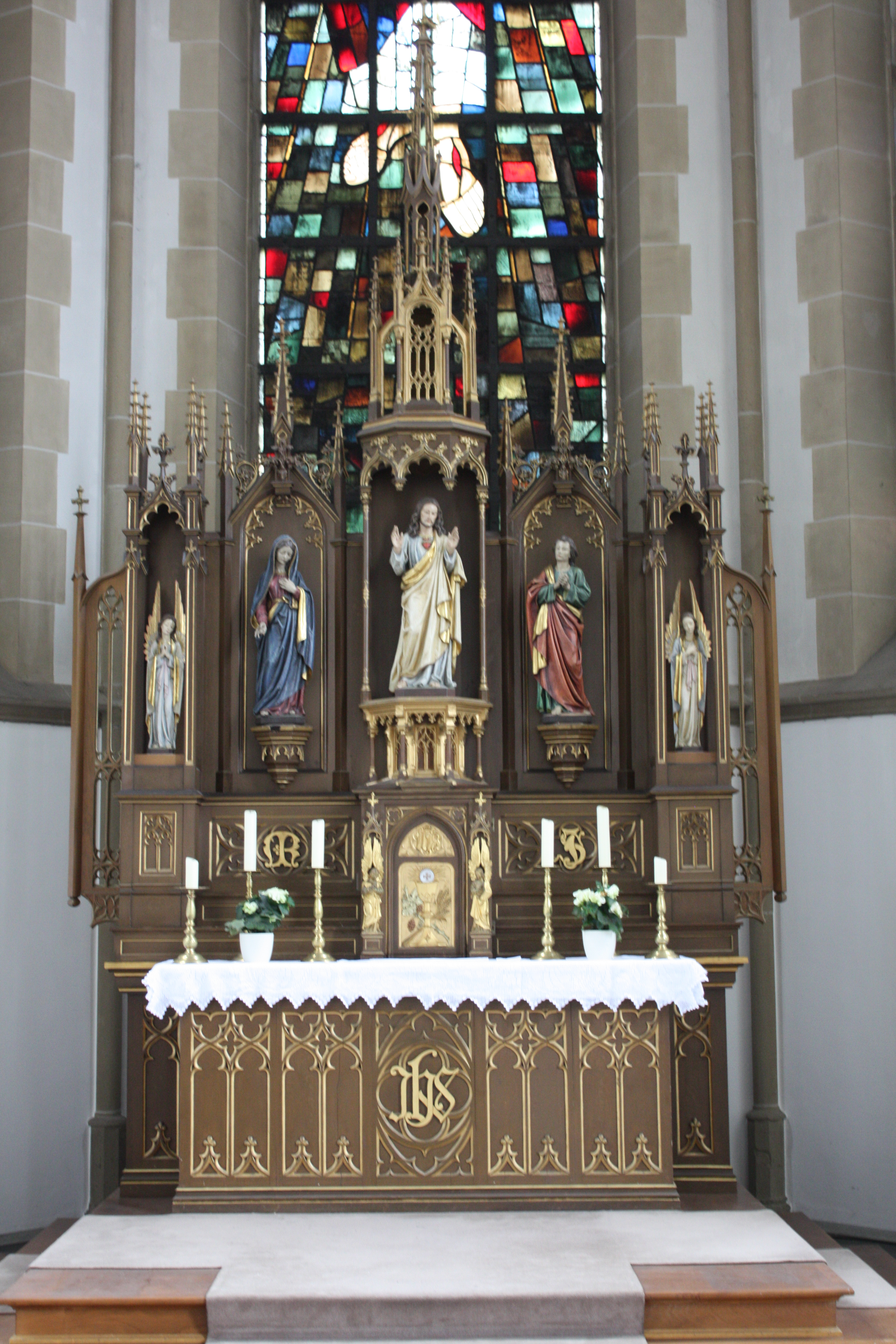
Hoogaltaar
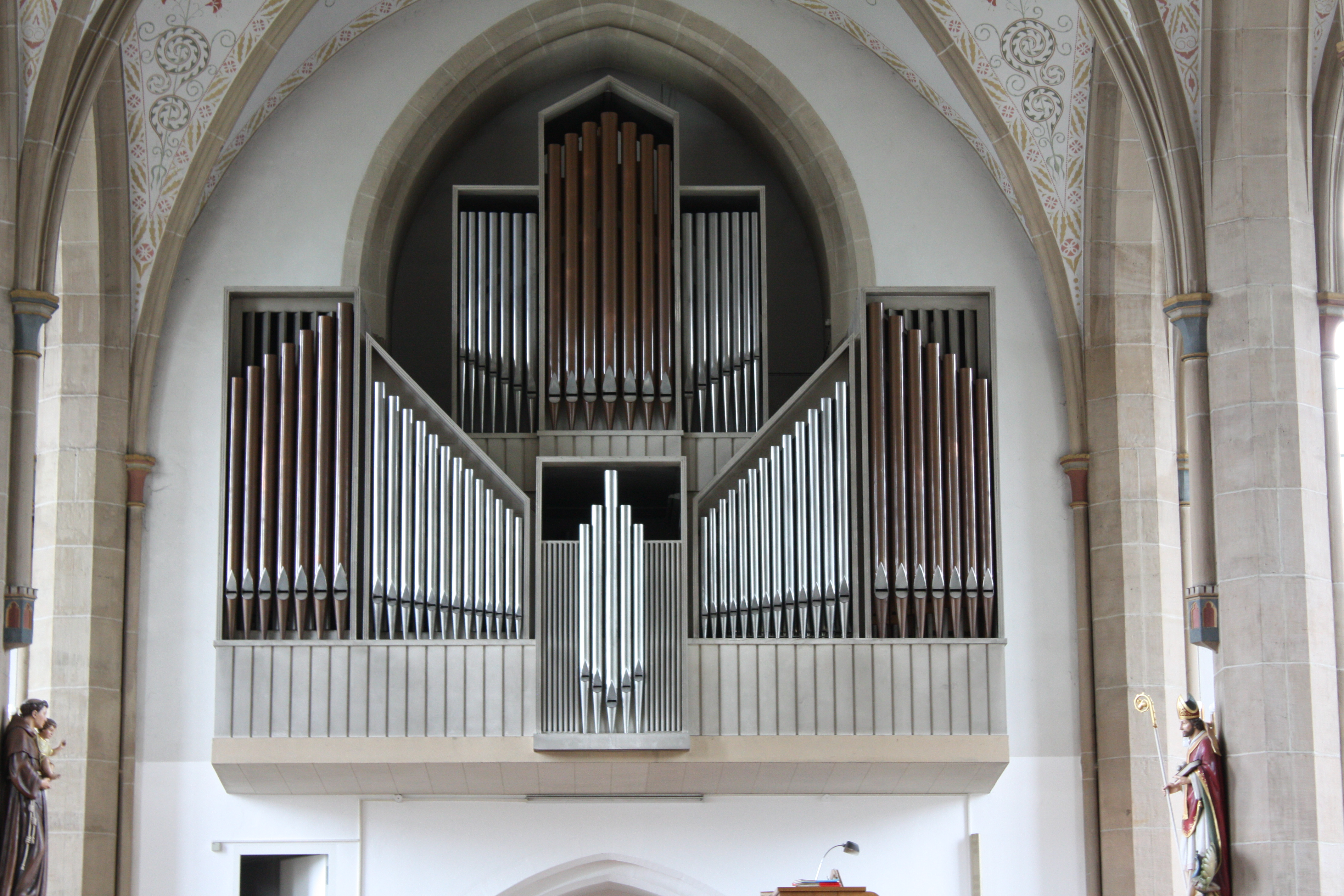
Orgel
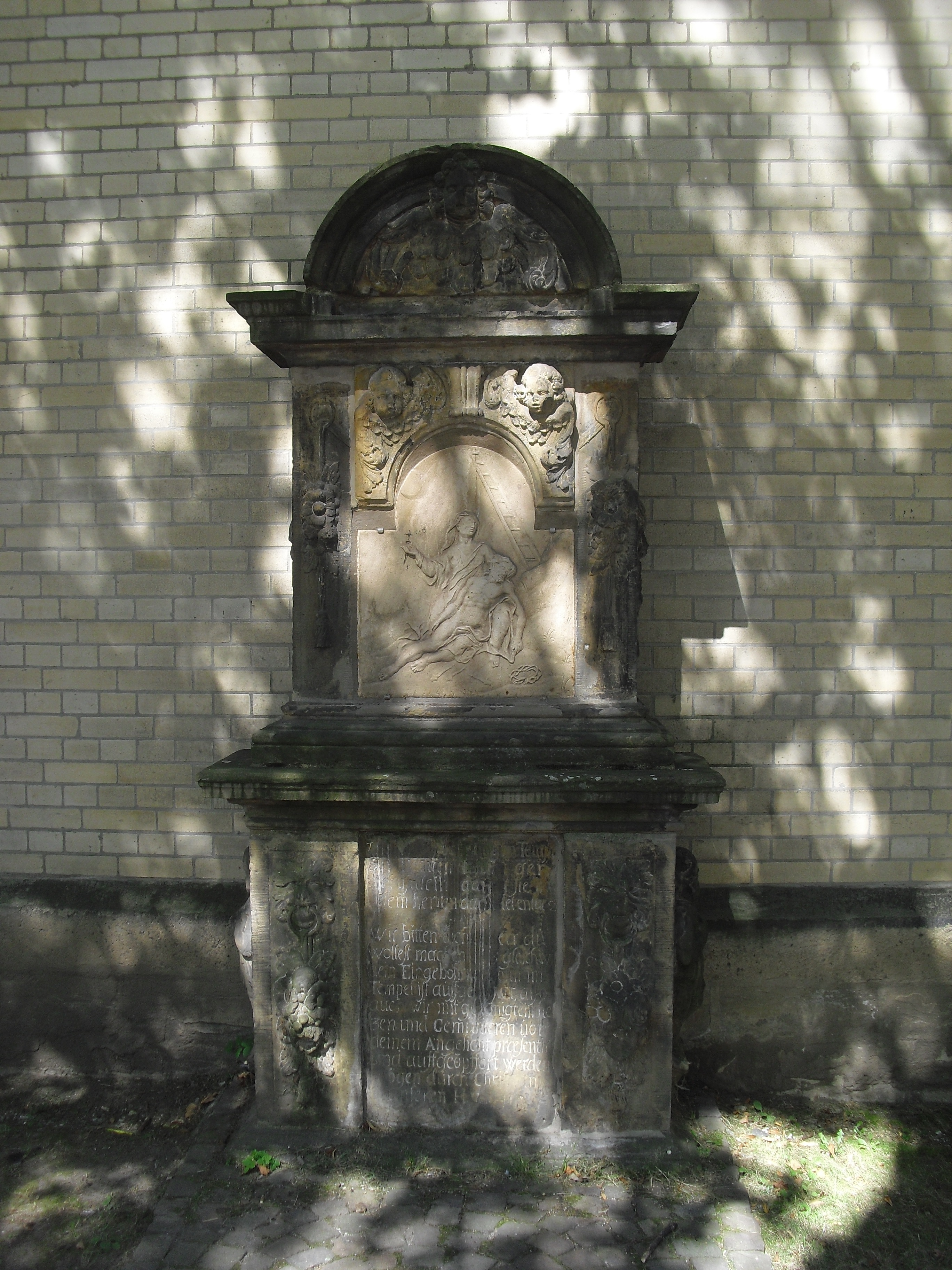
Wegschrijn